# Melodinus aeneus
Melodinus aeneus là một loài thực vật có hoa trong họ La bố ma. Loài này được Baill. mô tả khoa học đầu tiên năm 1889.